# Andorinhão-de-fernando-pó
O andorinhão-de-fernando-pó  (Apus sladeniae) é uma espécie de andorinhão da família Apodidae.
Pode ser encontrada nos seguintes países: Angola, Camarões, Guiné Equatorial e Nigéria.